# Compañía de Nueva Zelanda
La Compañía de Nueva Zelanda, (en inglés, New Zealand Company) tiene sus orígenes en Londres en 1837 como la Asociación de Nueva Zelanda con el objetivo de promover la colonización sistemática de Nueva Zelanda. La asociación, y más adelante la compañía, tenía la intención de seguir los principios colonizadores de Edward Gibbon Wakefield, quien concibió la creación de una nueva sociedad modelo inglesa en el hemisferio sur. La Compañía de Nueva Zelanda luego establecería asentamientos en Wellington, Nelson, Wanganui y Dunedin y posteriormente estuvo involucrada en la fundación de Nueva Plymouth y Christchurch. Llegó al apogeo de su eficiencia cerca de 1841, pero se enfrentó a problemas financieros a partir de 1843, de los cuales nunca se recuperó y finalmente la obligaron a cesar operaciones en 1858.
La compañía se hizo famosa por sus elaboradas y ostentosas publicidades y sus vigorosos ataques a los que consideraba sus oponentes -el Ministerio de las Colonias, posteriores gobernadores de Nueva Zelanda, el misionero Henry Williams y la Church Missionary Society en Nueva Zelanda y en Londres. Se opuso estridentemente al tratado de Waitangi y como consecuencia de ello fue criticada a menudo por el Ministerio Colonial y los gobernadores neozelandeses por sus "engaños" y mentiras. La compañía también se vio a sí misma como un posible casi-gobierno de Nueva Zelanda y en 1845 y 1846 propuso dividir la colonia en dos sobre una línea desde Mokau en el oeste hasta Cape Kidnappers en el este, con el norte reservado para maoríes y misioneros mientras que el sur se convertiría en una provincia auto-gobernada, conocida como "Nueva Victoria" y administrada por la Compañía con ese propósito. El Secretario Colonial Británico rechazó la propuesta.

## Primeros intentos de colonización
El primer intento organizado de colonizar Nueva Zelanda tuvo lugar en 1825, cuando una organización bajo el nombre de la Compañía de Nueva Zelanda fue formada en Londres, con el parlamentario John George Lambton a la cabeza. La asociación no tuvo éxito en su solicitud al gobierno del Reino Unido para recibir los derechos exclusivos de comercio por 31 años y el mando de una fuerza militar, anticipando que se podían obtener grandes ganancias del lino de Nueva Zelanda, kauri, madera y la caza de focas y ballenas. Al año siguiente despacharon dos barcos al mando del capitán James Herd para explorar los prospectos comerciales y posibles lugares de asentamiento en Nueva Zelanda.
En septiembre u octubre de 1826 los barcos Lambton e Isabella (o Rosanna), llegaron a Te Whanganui-a-Tara (actualmente la bahía de Wellington), que Herd llamó Bahía Lambton. Herd exploró el área e identificó la tierra en el suroeste de la bahía como el mejor lugar para un asentamiento europeo. Los barcos luego zarparon hacia el norte en búsqueda de posibilidades de comercio, comprando tierras -más adelante estimadas en 4.000 km²- de los maoríes locales en Hokianga, Manukau y Paeora en el camino. La compañía decidió no establecer relaciones comerciales ni colonizar la zona y cesó actividades, luego de gastar ₤20.000 en el proyecto.
Los barcos llegaron a la Bahía de Islas en noviembre de 1826. Henry Williams escribió que el capitán Herd abandonó la idea de desembarcar con colonos porque los maoríes que encontraron eran hostiles. Henry escribiría: «Han acusado a los misioneros de crear un prejuicio en los nativos contra ellos, olvidando que esos nativos estaban en guerra con nuestra gente; por eso mismo fuera de nuestro alcance, incluso si así lo hubiésemos querido... el capitán Herd parece estar muy ansioso de cargar con gran parte de la culpa al Sr. Madsen». Cuando tuvo su primer contacto con la asociación, Williams no parecía haber formado una opinión sobre las consecuencias de la colonización extensiva de Nueva Zelanda; no obstante, para 1838, tras leer un panfleto explicando los planes de la Compañía de Nueva Zelanda, comenzó a oponerse activamente a las actividades de la Compañía de Nueva Zelanda.

## Edward Gibbon Wakefield

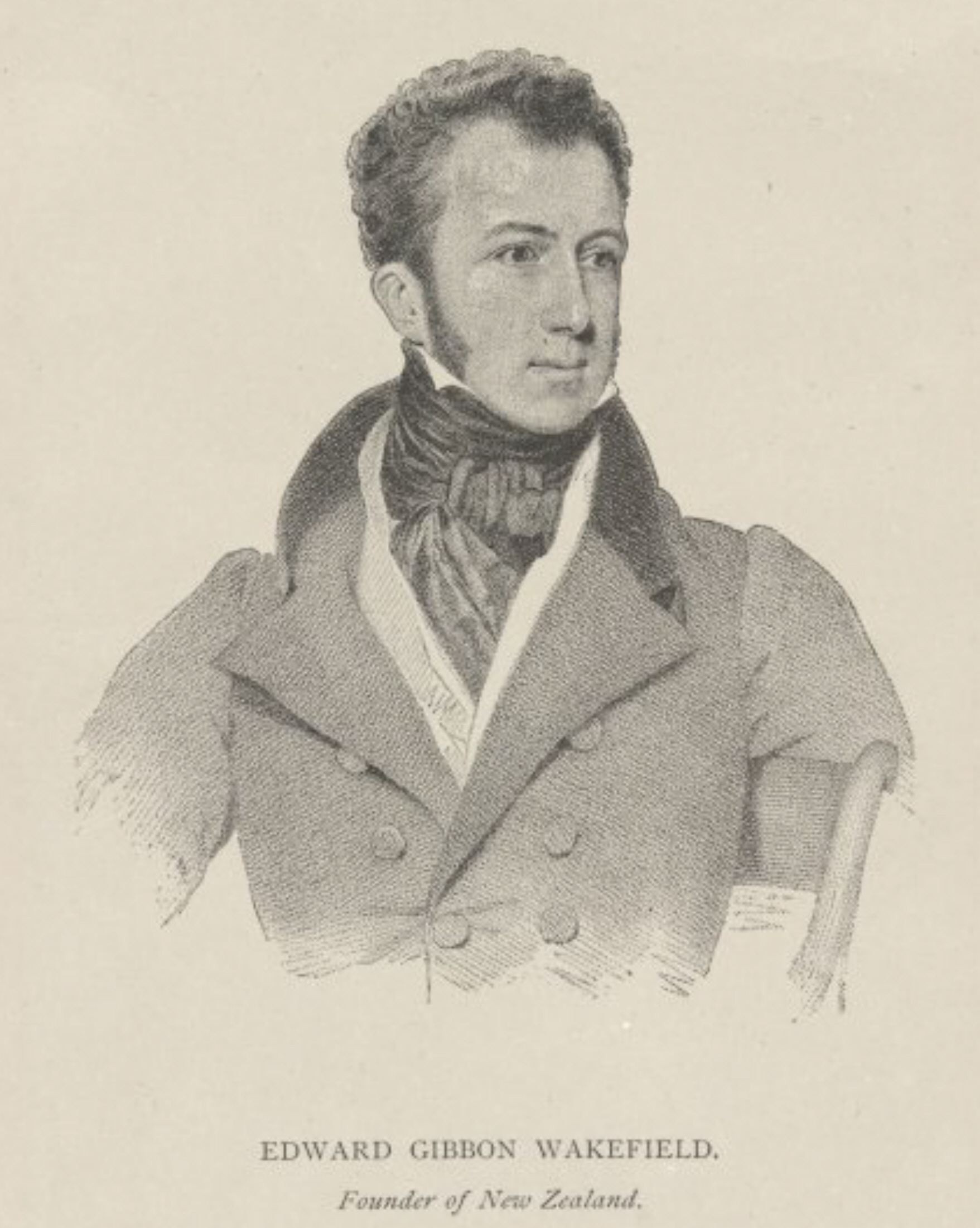
Edward Gibbon Wakefield

Edward Gibbon Wakefield revivió los planes para la colonización de Nueva Zelanda durante los años 1830. Wakefield, quien había crecido en una familia con raíces en la filantropía y la reforma social, había publicado en 1829, mientras se encontraba en prisión por el rapto de una heredera de 15 años, un panfleto y una serie de artículos de periódicos —que más adelante fueron republicados como un libro— promoviendo la colonización de Australasia. El plan de Wakefield consistía en comprar tierras de los residentes indígenas por precios muy bajos, y luego venderlas a especuladores y "colonos caballeros" por un precio mucho más alto. Finalmente podrían comprar sus propias tierras, pero los altos precios de las mismas y las bajas tasas de retorno asegurarían que primero las tengan que trabajar por muchos años.
Muchas de las personas que habían estado involucradas con la Compañía de Nueva Zelanda de 1825 adoptaron las ideas de Wakefield y las utilizaron como base para la colonización de Australia Meridional en 1834, en donde sus seguidores propusieron recrear "una sociedad inglesa perfecta". No obstante, Wakefield consideró la experiencia de Australia Meridional como un fracaso, y en 1836 puso su mira sobre Nueva Zelanda, en donde sus teorías sobre la colonización sistemática podía ser puesta en práctica. Un año después lideró la primera reunión de la Asociación de Nueva Zelanda. Sus miembros poco después incluyeron a los parlamentarios William Hutt y Sir William Molesworth, Robert Stephen Rintoul de The Spectator y el banquero londinense John Wright. Wakefield preparó un borrador de ley para llevar a cabo los planes de la asociación.
Sin embargo, la propuesta fue recibida con una fuerte oposición de los funcionarios de la Oficina Colonial y la Church Missionary Society, quienes objetaron el "poder ilimitado" que tendrían los fundadores de la colonia y lo que consideraron como la inevitable "conquista y exterminación de los actuales habitantes". Los misioneros anglicanos y wesleyanos se alarmaron en especial por el hecho que uno de los objetivos de la colonización era "civilizar un pueblo bárbaro" que "apenas podía cultivar la tierra". El maorí, escribió, "desea" la colonización y admira al inglés "como un ser tan eminentemente superior a él mismo, que la idea de encontrar su propia independencia igualitaria nunca se le pasa por la cabeza". Wakefield sugirió que una vez que los jefes maoríes vendan sus tierras a los colonos por una suma muy modesta, sería "adoptados" por las familias inglesas y sería instruidos y corregidos.

## La Compañía de Nueva Zelanda
Para finales de 1837 la asociación había comenzado a ganar simpatía en círculos gubernamentales, y se le ofreció una Carta Real en diciembre para hacerse cargo de la administración, y los asuntos legislativos, judiciales, militares y financieros de la colonia de Nueva Zelanda, sujeto a controles por parte del Gobierno del Reino Unido. No obstante, para recibir la carta, el Secretario Colonial lord Glenelg informó a la asociación que debía convertirse en una sociedad por acciones, condición que la asociación rechazó inicialmente. Pero en agosto de 1838 la asociación fue abolida y reemplazada por dos organizaciones, la Compañía de Colonización de Nueva Zelanda y la Compañía de la Tierra de Nueva Zelanda. En mayo de 1839 ambas organizaciones fueron fusionadas con la Compañía de Nueva Zelanda de 1825 para formar la Compañía de la Tierra de Nueva Zelanda y en diciembre el nombre de Compañía de Nueva Zelanda fue elegido como nombre único y la única compañía que enviaría emigrantes a Nueva Zelanda. Una vez más, Edward Gibbon Wakefield proveería el ímpetu, aunque para ese entonces la oferta de la Carta Real había sido retirada.
Al mismo tiempo, dentro del gobierno británico había una creciente preocupación por el bienestar de los maoríes y la creciente anarquía entre los 2000 británicos en Nueva Zelanda, que estaban concentrados en la Bahía de Islas. Debido a la importante presencia de británicos allí, el gobierno consideraba que la colonización era ya algo inevitable y para finales de 1838 se tomó la decisión de designar a un cónsul como un preludio a la declaración de la soberanía británica sobre Nueva Zelanda. Los directivos de la Compañía de Nueva Zelanda sabían que una declaración de este tipo significaría un congelamiento de todas las ventas de tierras hasta el establecimiento de un control británico efectivo, además de un control sobre la compra de tierras maoríes por parte de europeos. Ellos tenían otros planes, los cuales incluían considerar a Nueva Zelanda como un país extranjero y comprar la tierra directamente de los maoríes, sabiendo que esto les garantizaría un mejor trato.

## Expedición de 1839 y compras de tierras
La Compañía de Nueva Zelanda organizó una expedición para la compra de tierras, la cual partió hacia Nueva Zelanda en el Tory el 12 de mayo de 1839, al mando del hermano menor de Wakefield, el Coronel William Wakefield y con Edward Main Chaffers como capitán del barco. Un segundo barco, el Cuba, con un equipo de agrimensores liderados por el capitán William Mein Smith, R.A., partió en agosto, seguido un mes después del primero de nueve barcos con inmigrantes, incluso antes de que las noticias del éxito del Tory y el Cuba hubiera llegado a Londres. La flota inmigrante tenía órdenes de dirigirse a Port Hardy en la isla D'Urville, en donde se les indicaría su destino final.
Con la ayuda del cazador de ballenas y comerciante Dicky Barrett, quien hablaba maorí y había vivido en Taranaki entre los maoríes desde 1828 antes de emigrar con un grupo de ellos al área de Wellington en 1832, William Wakefield comenzó a negociar la compra de tierras de los maoríes en las zonas aledañas a Petone en el área de Wellington ni bien llegó a Nueva Zelanda. Para finales de 1839 había cerrado varias compras de tierras que se extendían al norte hasta Patea, las cuales rápidamente se vieron manchadas de controversia por su legitimidad.
El asentamiento era muy diferente de lo que había sido planeado en Inglaterra: entre las muchas falsedades en los folletos y publicidades de la compañía sobre la naturaleza del lugar, Wellington había sido descrito como un lugar de planicies onduladas aptas para el cultivo de vino, aceitunas y trigo. Los planos preparados en Inglaterra mostraban calles y secciones paralelas que no guardaban ninguna relación con los contornos físicos del área. Las calles y secciones, los parques y los cementerios habían sido dibujados para un área que consistía de un delta pantanoso o altas colinas y barrancos empinados.
En noviembre de 1839, Henry Williams y Octavius Hadfield llegaron a Port Nicholson, Wellington, días después de que la Compañía de Nueva Zelanda había comprado la tierra cerca de la Bahía de Wellington. En meses la compañía afirmó haber comprado aproximadamente 20 millones de acres (8 millones de hectáreas) en Nelson, Wellington, Wanganui y Taranaki. Williams trató de interferir con las prácticas de compra de tierra de la compañía. Reihana, un cristiano que había pasado un tiempo en la Bahía de Islas, había comprado para sí 24 hectáreas de tierras en Te Aro, en lo que hoy en día es el centro de Wellington. Cuando Reihana y su esposa decidieron mudarse a Taranaki, Williams persuadió a Reihana que le dejase sus tierras en fideicomiso. Durante su viaje al norte, Williams escribió lo siguiente en una carta a su esposa Marianne: "He quitado un pedazo de tierra de las garras de la Compañía de Nueva Zelanda, para los nativos; otro pedazo que espero haber alterado". Luego de llegar a Waanganui Williams escribió: "Después del desayuno, tuvo una reunión con los jefes respecto a sus tierras, ya que estaban considerablemente alarmado por temor a que los europeos se apoderen del país. Todos aprobaron que la tierra sea comprada y mantenida en fideicomiso solo para su beneficio."
La Church Missionary Society en Londres rechazó la solicitud de Williams para recibir apoyo para la práctica de comprar tierras en fideicomiso para el beneficio de los maoríes. La sociedad era consciente de que la compañía activamente hacía campaña en contra de los que se oponían a sus planes. Aunque la Church Missionary Society tenía conexiones con el gobierno whig del vizconde de Melbourne, un gobierno Tory subió al poder en agosto de 1841. La CMS no quería entrar en un conflicto directo con la Compañía de Nueva Zelanda ya que sus líderes tenían influencias en el gobierno tory liderado por Sir Robert Peel. De cualquier manera, las acciones de Henry Williams para intentar frustrar los planes de la Compañía de Nueva Zelanda llevaron a ataques contra su persona por miembros de la compañía y sus seguidores.

## Tratado de Waitangi
La Compañía de Nueva Zelanda llevaba mucho tiempo esperando que el gobierno británico interviniera en sus actividades en Nueva Zelanda, y esto finalmente ocurrió con la firma del Tratado de Waitangi el 6 de febrero de 1840. El tratado transfirió la soberanía de los maoríes a la Corona Británica, mientras que bajo la llamada cláusula de prevención, los maoríes tenían prohibido vender tierras a nadie que no fuese el gobierno británico o sus agentes. El teniente-gobernador Hobson congeló todas las ventas de tierras y declaró inválidas todas las compras existentes hasta que se llevase a cabo una investigación. El tratado puso a la Compañía de Nueva Zelanda en una posición muy difícil. No tenía suficientes tierras para satisfacer a los colonos que llegaban y ya no podía vender legalmente las tierras que decía poseer.
Williams, quien había sido enviado al sur a Port Nicholson (Wellington) por Hobson para buscar más firmas para el tratado, observó que los documentos de compra de tierras que la compañía decía haber adquirido del paralelo 38 al 42 fueron redactados en inglés, por lo cual no eran entendidos por los maoríes que lo habían firmado, y que los representantes de la compañía, incluido Barrett, tenía un conocimiento igualmente pobre del idioma maorí. Williams descubrió que los representantes de la compañía se había reunido con jefes maoríes en Port Nicholson, Kapiti y Taranaki, y en ninguna de esas ocasiones se entendieron los unos a los otros, y no habían visitado otros lugares que la compañía decía había adquirido.
Las autoridades británicas fueron suavizando progresivamente las restricciones sobre la venta de tierras, y tras la firma de un acuerdo a final del año entre la compañía y el Secretario Colonial John Russell, el cual permitía la compra de tierras de la Corona por parte de la compañía a un precio reducido, además de un permiso especial que le permitía comprar y vender tierras bajo la supervisión del gobierno. El dinero recaudado por el gobierno de las ventas a la compañía sería utilizado para asistir a los migrantes que deseaban venir desde el Reino Unido a Nueva Zelanda. El acuerdo fue bien recibido por la compañía, la cual dijo que era "todo lo que podíamos esperar... nuestra Compañía realmente será el agente del estado para la colonización de NZ". El gobierno renunció a sus derechos preferentes en la región de Wellington, Wanganui y Nueva Plymouth en septiembre de 1841.
Hobson envió a su Secretario Colonial, Willougbhy Shortland, y algunos soldados, a Port Nicholson para izar la bandera de la Unión y poner fin a lo que su administración percibía como un desafío a la soberanía británica; un "consejo colonial", con todo y un sistema de instituciones legales primitivas, liderado por Wakefield y Smith. Hobson consideraba que los colonos estaban creando una "república" y consideraba las acciones del consejo como traición.

## Fundación de Wellington
Convencido por la opinión de su Agrimensor General, el capitán William Mein Smith de la Artillería Real, la compañía estableció el primer asentamiento, llamado Britannia, de 1100 acres (4.047 m²) secciones designadas para el pueblo sobre las planicies de Pito-one, en la desembocadura del río Hutt, en enero de 1840. Además de una sección para el pueblo, cada colono había comprado 100 "acres de campo" (unas 40 hectáreas) que se encontraría allí cerca, sobre las cuales podían plantar su propia comida y mantenerse a sí mismos en un principio. No obstante, el valle en Pito-one era una mezcla de densos bosques, arbustos, lino y pantanos, susceptibles a inundaciones con una mar tan plana que los barcos se veían obligados a anclar a unos 1600 metros de la costa. En marzo, ocho semanas después de que llegase el primer barco de pasajeros, los colonos votaron por abandonar los planes en Pito-one y se trasladaron a Thorndon, al suroeste, una de las áreas relativamente más planas de la bahía.

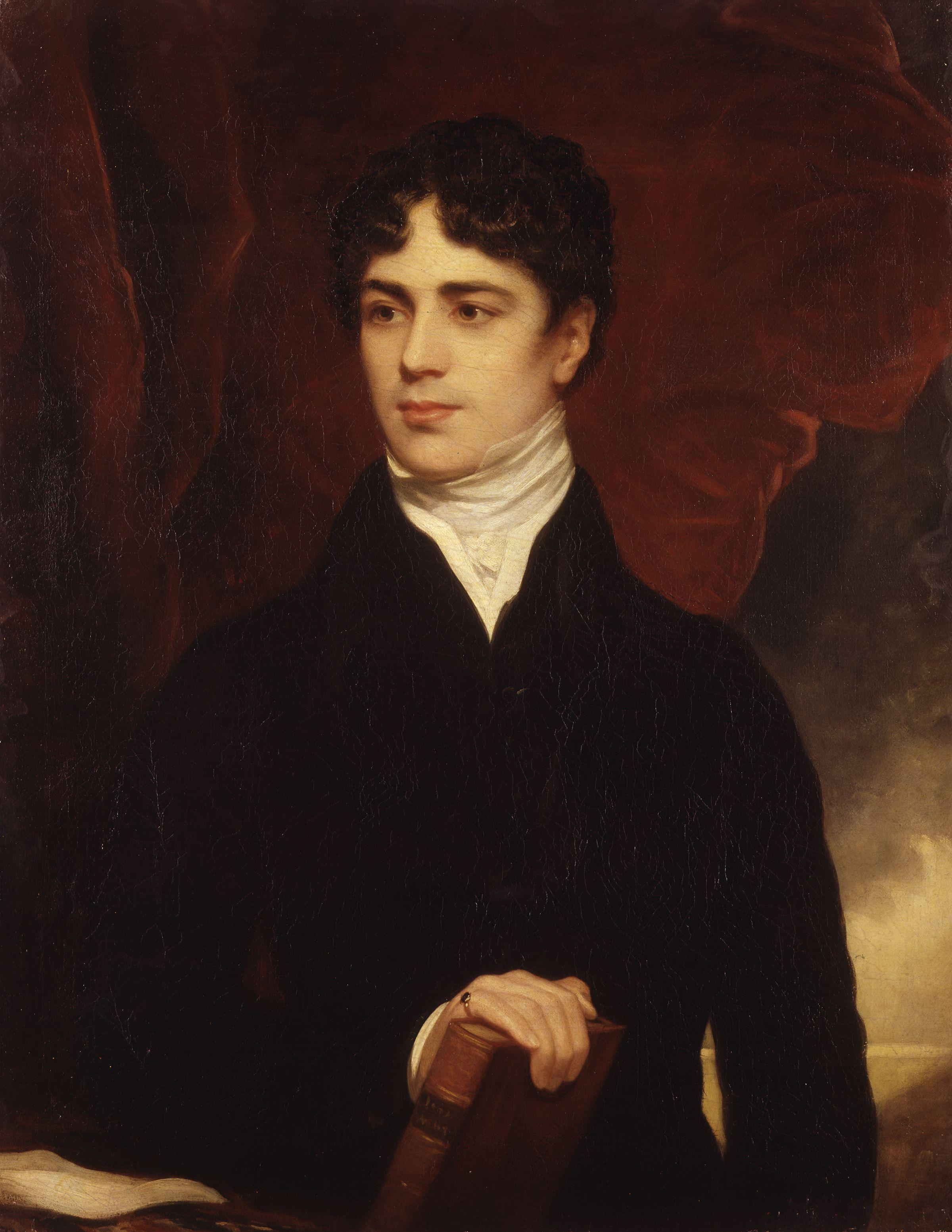
John Lambton.

El área de Lambton Bay (más adelante Lambton Quay) tomó su nombre en honor a John Lambton (Lord Durham), quien estuvo estrechamente involucrado con la formación de la compañía.
No obstante, los agrimensores encontraron problemas de inmediato, cuando descubrieron que la tierra escogida para el asentamiento aún estaba habitada por maoríes, quienes expresaron su asombro y desconcierto al encontrar Pākehā atravesando sus hogares, jardines y cementerios y clavando equipos de agrimensión de madera en el suelo. Los agrimensores se enfrentaron a los maoríes en escaramuzas, la mayoría de los cuales se rehusaron a cooperar, y tuvieron que ser equipados con armas para continuar su trabajo.
Wakefield había comprado las tierras durante una ajetreada campaña de una semana en septiembre del año anterior, con pagos realizados en ollas de hierro, jabón, armas, municiones, hachas, anzuelos, vestimentas -entre ella gorros de dormir rojos- pizarras, lápices, sombrillas, cera para sellar y arpas de boca. Se obtuvieron firmas de los jefes locales luego de darles una explicación, dada por Wakefield y traducida por Barrett, de que la tierra ya no sería de ellos una vez que se realizara el pago. Sin embargo, más adelante la Comisión de Tierra de España -establecida por el gobernador FitzRoy para investigar las reclamaciones de la compañía- revelaron tres irregularidades importante: que los jefes que representaba los pā de Te Aro, Pipitea y Kumutoto, en donde el asentamiento de Thorndon iba a estar ubicado, no fueron consultados ni pagados; que Te Wharepouri, un arrogante y agresivo joven jefe con muchas ganas de demostrar su importancia había vendido tierras que él no controlaba; y que la explicación de Barrett y la traducción de los términos de venta fueron terriblemente inadecuados. Barrett dijo ante una audiencia ante la Comisión de España en febrero de 1843: "Dije que cuando firmaron sus nombres los caballeros en Inglaterra que habían enviado la misión tal vez sabían quienes eran los jefes". La historiadora Angela Caughey también dijo que era muy poco probable que Wakefield y Barrett hayan podido visitar todas las aldeas en Whanganui-a-Tara en un día para explicar las intenciones de la compañía y buscar la aprobación necesaria.
Los residentes maoríes de las tierras en cuestión recibieron promesas de que se les reservaría un décimo del área, con sus lotes siendo escogidos por una lotería y esparcidos entre los colonos europeos. Jerningham Wakefield, quien acompañó a su tío el Col. William Wakefield a Nueva Zelanda a bordo del Tory en 1839, explicó que mezclar a los maoríes con los colonos blancos podía ayudarlos a cambiar sus "hábitos groseros e incivilizados". Escribió: "El ejemplo constante bajo sus narices, y la emulación constante para obtener los mismos resultados, naturalmente llevaría a la raza inferior, a través de un camino fácil, a ser capaces de adquirir el conocimiento, los hábitos, deseos y lujos de sus vecinos civilizados". Wakefield dijo que las reservas -"una parte muy importante de nuestro plan proyectado"- se mantendría inalienable para asegurar que los maoríes no vendieran rápidamente sus tierras a los especuladores. España finalmente negoció un asentamiento con los jefes Te Aro, Kumutot y Pipitea en donde venderían sus tierras, pero mantendrían la posesión de su pā, cultivos y cementerios
En agosto de 1840 la Compañía de Nueva Zelanda sufrió otro revés cuando la Asamblea Legislativa en Nueva Gales del Sur decretó que los pagos por las tierras en Nueva Zelanda debían ir directamente a sus habitantes originales, y que ninguna venta individual podía exceder las "cuatro millas cuadradas". El gobierno de NSW planeaba examinar todas las compras de la Compañía de Nueva Zelanda -la cual ya había declarado haber comprado dos millones de acres (8.000 km²) y vendido parte de ellos a colonos en forma directa- al igual que más de 1200 reclamaciones de tierras individuales en el país. El pánico se apoderó del pueblo y cientos de colonos decidieron abandonar sus tierras y se dirigieron a Valparaíso, Chile.
En noviembre de 1840 los directores de la Compañía de Nueva Zelanda le informaron a Wakefield que deseaban que el nombre del pueblo en la Bahía de Lambton fuera cambiado en honor al Duque de Wellington, en reconocimiento por su fuerte apoyo a los principios de la colonización de la compañía y su "estrenuente y exitosa defensa en contra de sus enemigos en la colonización de Australia Meridional". Edward Jerningham Wakefield reportó que los colonos "aceptaron las opiniones de los directores con mucha cordialidad y el nuevo nombre fue adoptado de inmediato".

## Nelson
En abril de 1841 la compañía informó al Secretario Colonial sobre sus intenciones de establecer una segunda colonia "considerablemente más grande" que la primera. La colonia fue llamada inicialmente Molesworth, en nombre del MP Radical Sir William Molesworth, un seguidor de Wakefield, pero fue renombrada como Nelson (en honor al almirante británico Horatio Nelson) cuando Molesworth mostró poco interés en ser el líder de la colonia. Se planeaba que tuviera una extensión de 201.000 acres, que incluían 1000 lotes. Cada uno sería de 150 acres (60 hectáreas) de tierras rurales, 50 acres (20 hectáreas) de tierra de acomodación y un "acre urbano" (4000 metros cuadrados), con la mitas de los fondos siendo gastados en migración una ₤50.000 que terminaron siendo las ganancias de la compañía. Las tierras serían vendidas a ₤301 por lote o 30 shillings el acre, una libra por acre más que en Wellington, con una lotería que determinaba la propiedad de lotes específicos.
Tres barcos, el Arrow, el Whitby y el Will Watch, zarparon ese mes hacia Nueva Zelanda con agrimensores y trabajadores para preparar los lotes para los primeros colonos (que se esperaba llegaran cinco meses después). Sin embargo, las ventas de tierras no fueron como se esperaban, y amenazaron la viabilidad del asentamiento: para principios de junio solo 326 lotes habían sido vendidos, de las cuales solo 42 compras tenían intenciones de viajar a Nueva Zelanda. La situación mejoró muy poco cuando se realizó la lotería en agosto de 1841, cuando solo 371 de los lotes fueron retirados por compradores, tres cuartos de los cuales eran dueños ausentes.
Los barcos llegaron a Blind Bay (hoy en día conocida como bahía de Tasman), en donde los líderes de la expedición buscaron por una zona adecuada para la colonia, antes de asentarse en el lugar del actual Nelson, un área descrita como tierra pantanosa cubierta de arbustos y helechos. En una reunión con un maorí local, el líder de la expedición, Arthur Wakefield, alegó haber obtenido el reconocimiento -a cambio de "regalos" de hachas, un arma de fuego, pólvora, cobijas, galletas y pipas- de las "compras" de William Wakefield en 1839 en la región Para enero de 1842 la guardia avanzada había construido más de 100 cabañas en el lugar del futuro pueblo en preparación para la llegada de los primeros colonos. Un mes después se dice que la aldea contaba con una población de 500 habitantes, junto con bueyes, ovejas, cerdos y pollos, aunque la compañía aún no había identificado o comprado las tierras rurales por las cuales los compradores habían pagado.
La búsqueda de las restantes 200.000 hectáreas acabaría llevando a la Disputa de Wairau -en ese entonces conocida como la "Masacre de Wairau"- del 17 de junio de 1843, cuando 22 europeos y cuatro maoríes murieron en una escaramuza por el tema de tierras en el Valle de Wairau, a 25 kilómetros de Nelson. Arthur Wakefield decía haber comprado la tierra de la viuda de un cazador de ballenas que, por su parte, la había comprado del jefe Te Rauparaha. El jefe negó haberla vendido. Aunque los colonos en Nelson y Wellington se mostraron consternados por la matanza en Wairau, una investigación llevada a cabo por el Gobernador Robert FitzRoy encontró que la culpa fue completamente de los representantes de la Compañía de Nueva Zelanda.
Desde principios de 1839 la Compañía de Nueva Zelanda había decidido "tomar los pasos necesarios para procurar inmigrantes alemanes" y asignó un agente en Bremen. Una oferta en septiembre de 1841 para vender las Islas Chatham a la Deutsche Colonisations Gesellschaft fue anulada de inmediato por el gobierno británico. Como resultado de esto, los inmigrantes alemanes terminaron mudándose a Nelson.

## Otros asentamientos
La Compañía de Nueva Zelanda también fundó un asentamiento en Wanganui en 1840 -principalmente como un asentamiento de desborde, el sitio de las tierras rurales prometidas a los compradores de Wellington- y también se involucró indirectamente en la fundación de Nueva Plymouth en 1841, a través de sus vínculos con la Compañía de Plymouth, la cual se fusionó con la Compañía de Nueva Zelanda el mismo año. La compañía también envió agrimensores a la costa este de la Isla Sur para considerar otros sitios, en donde hizo contacto con la recientemente establecida colonia francesa en Akaroa bajo los auspicios de la Compañía Nanto-Bordelesa de Jean-François Langlois.
En julio de 1843 la Compañía de Nueva Zelanda publicó un folleto para la venta de 120.550 acres (48.000 hectáreas), divididas entre lotes urbanos, suburbanos y rurales para un nuevo asentamiento llamado Nuevo Edimburgo. La ubicación del asentamiento aún no había sido definida. Se abrió una oficina en Edimburgo para atraer inmigrantes escoceses. En enero de 1844 se escogió un bloque de 400.000 acres (160.000 hectáreas) alrededor de la bahía de Otago. La compañía trabajó con la Asociación Laica de la Iglesia Libre de Escocia para la venta y selección de tierras para el primer grupo de emigrantes que se dirigió a lo que finalmente se convertiría en el asentamiento de Dunedin en 1847.
Un mes después Gibbon Wakefield comenzó activamente a promover un plan que había propuesto en 1843: un asentamiento de la Iglesia Anglicana. Los directores de la compañía inicialmente esperaban que el lugar del asentamiento sea en la región de Wairarapa en la parte sur de la Isla Norte. No obstante, cuando los maoríes del lugar se rehusaron a vender su tierra, el agrimensor de la compañía inspeccionó Port Cooper (Lyttelton Harbour) en la costa este de la Isla Sur y eligió este lugar como la ubicación del asentamiento. Se compraron tierras de 40 miembros del Ngai Tahu iwi en junio de 1848. Los esfuerzos colonizadores fueron asumidos por la Asociación de Canterbury, el nuevo proyecto de Gibbon Wakefield, y la Compañía de Nueva Zelanda se convirtió en un socio silencioso en el proceso de colonización, proveyendo no más que los fondos iniciales para la compra. El primer grupo de 1512 colonos de Canterbury zarpó de Inglaterra el 8 de septiembre de 1850 hacia sus nuevos hogares.

## Dificultades financieras y disolución
La Compañía de Nueva Zelanda comenzó a encontrar dificultades financieras a partir de mediados de 1843 por dos razones. Primeramente, había planeado comprar tierra barata y venderla a un precio mucho mayor, y había anticipado que una colonia con un precio de tierras más alto atraería a colonos ricos. Las ganancias de la venta de tierras serían utilizadas para pagar por el pasaje de colonos de clase trabajadora y para obras públicas tales como iglesias y escuelas. Para que este plan funcionara era importante que hubiese una relación adecuada entre colonos trabajadores y colonos propietarios. Una parte del fracaso de los planes de la compañía se debió a que esta proporción nunca llegó a alcanzarse: siempre hubo más trabajadores, cuya migración era fuertemente subsidiada por la compañía, que gente de clase alta.
El segundo error importante surgió debido a que una gran proporción de la tierra en la nueva colonia fue comprada con fines especulativos por personas que no tenían ninguna intención de emigrar a Nueva Zelanda y trabajar la tierra que habían comprado. Eso significó que las nuevas colonias tuvieron una importante falta de empleadores y, por lo tanto, una falta considerable de empleo para las clases obreras. Desde un principio, la Compañía de Nueva Zelanda se vio obligada a ser el mayor empleador en las nuevas colonias y esto terminó suponiendo un fuerte sangría financiera para la compañía. Se hicieron varias propuestas al gobierno británico en búsqueda de ayuda financiera y a finales de 1846 la compañía aceptó una oferta de £236.000 por adelantado con estrictas condiciones, y supervisión, sobre las futuras operaciones de la compañía.
En junio de 1850 la compañía admitió que la venta de tierras en Wellington, Nelson y Nueva Plymouth continuaba yendo mal y que sus ventas en el año que terminó en abril de 1849 solo llegaban a £6.266. Con pocas perspectivas de mejorar su posición financiera, la compañía renunció a sus privilegios. Un reporte de un comité especial concluyó que las pérdidas de la compañía se «atribuían principalmente a sus propias acciones, caracterizadas en muchas aspectos por una mala administración y decisiones precipitadas».
Gibbon Wakefield, quien había renunciado a la compañía en 1846 indignado tras el acuerdo financiero con el gobierno británico, se mantuvo desafiante hasta el final, declarando en 1852 que si la compañía hubiese sido dejada por su cuenta hubiese generado dividendos, recuperado su capital "y hoy hubiesen 200.000 colonos en Nueva Zelanda".
La compañía, en su reporte final de mayo de 1858, admitió haber cometido errores, pero dijo que las comunidades que había gestado habían alcanzado «proporciones gratificantes» y que podían anhelar el día en que «Nueva Zelanda tome su lugar como el hijo y contraparte de su isla paterna... la Gran Bretaña del Hemisferio Sur».

## Más información
- First New Zealand Company en la Enciclopedia de Nueva Zelanda de 1966 (en inglés)
- Second New Zealand Company en la Enciclopedia de Nueva Zelanda de 1966 (en inglés)
- The Wakefield Myth en la Encyclopaedia of New Zealand de 1966 (en inglés)
- A society of gentlemen: the untold story of the first New Zealand Company by Richard Wolfe (2007, Penguin, North Shore Auckland) ISBN 978-0-14-302051-6

- Datos: Q1789038
- Multimedia: New Zealand Company / Q1789038